# Общество германо-советской дружбы

Флаг

Общество германо-советской дружбы (ОГСД) (нем. Gesellschaft für Deutsch-Sowjetische Freundschaft, DSF) — массовая организация в Германской Демократической Республике, ставившая своей задачей углубление знаний граждан ГДР о Советском Союзе. Входила в состав Лиги дружбы народов.
Общество было создано 2 июля 1949 года из Общества изучения культуры Советского Союза (Gesellschaft zum Studium der Kultur der Sowjetunion) и была второй после союза профсоюзов по численности массовая организация страны. Около 6 миллионов человек было членами организации. Центральный дом Общества германо-советской дружбы в ГДР размещался во Дворце на Фестунгсграбене в центре Восточного Берлина.
В Западной Германии в сентябре 1950 года была образована аналогичная организация, но она в 1955 году была запрещена. В Западном Берлине существовала Deutsch-Sowjetische Freundschaftsgesellschaft.

## Деятельность ОГСД в сфере культуры

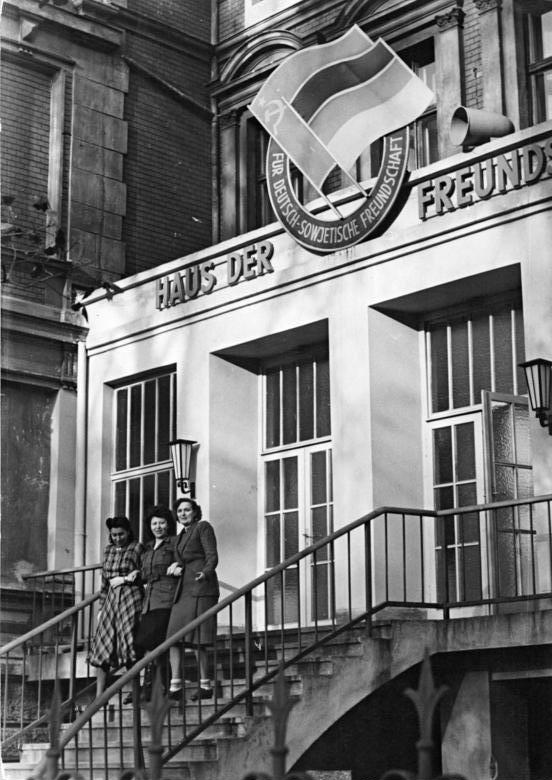
Дом культуры в берлинском Трептове с логотипом Общества германо-советской дружбы

Помимо политических аспектов Общество германо-советской дружбы взяло на себя организацию многочисленных культурных и спортивных мероприятий с целью непосредственного взаимного ознакомления с культурами двух стран. Сюда, в частности, относились ежегодные недели германо-советской дружбы в ГДР, языковые курсы, поезда дружбы.

## Организационная структура
ОГСД состояло из окружных организаций (Bezirksorganisation), окружные ассоциации из районных ассоциаций (Kreisorganisation), районные ассоциации из первичных организаций (Grundorganisation).
Высший орган — конгресс (Kongress), между конгрессами — Центральное правление (Zentralvorstand), исполнительные органы — Президиум Центрального правления (Präsidium des Zentralvorstandes) и Секретариат Центрального правления (Sekretariat des Zentralvorstandes), высшее должностное лицо — президент (Präsident), высший ревизионный орган — Центральная ревизионная комиссия (Zentrale Revisionskommission).
Окружные организации
Окружные организации соответствовали округам.
Высший орган окружной ассоциации — окружная конференция (Bezirksdelegiertenkonferenz), между окружными конференциями делегатов — окружное правление (Bezirksvorstand), исполнительный орган окружной организации — секретариат окружного правления (Sekretariat des Bezirksvorstandes), высшее должностное лицо окружной организации — председатель окружного правления (Vorsitzender des Bezirksvorstandes), ревизионный орган окружной организации — окружная ревизионная комиссия (Bezirksrevisionskommission).
До 1952 года вместо окружных организаций существовали земельные организации. Высший орган земельной организации — земельная конференция делегатов (Landesdelegiertenkonferenz), между земельными конференциями — земельное правление (Landesvorstand), исполнительный орган земельной организации — секретариат земельного правления (Sekretariat des Landesvorstandes), высшее должностное лицо земельной организации — председатель земельного правления (Vorsitzender des Landesvorstandes), ревизионный орган земельной организации — земельная ревизионная комиссия (Landesrevisionskommission).
Районные организации
Районные организации соответствовали районам, городам окружного подчинения и округам Берлина.
Высший орган районной организации — районная конференция (Kreisdelegiertenkonferenz), между районными конференциями — районное правление (Kreisvorstand), исполнительный орган районной организации — секретариат районного правления (Sekretariat des Kreisvorstandes), высшее должностное лицо районной организации — председатель районного правления (Vorsitzender des Kreisvorstandes), ревизионный орган районной организации — районная ревизионная комиссия (Kreisrevisionskommission).
Районные (в городах) организации
Районные (в городах) организации соответствовали городским округам. Были созданы в 1950-х гг.
Высший орган районной (в городе) организации — районная (в городе) конференция (Stadtbezirksdelegiertenkonferenz), между районными (в городе) конференциями — районное (в городе) правление (Stadtbezirksvorstand), исполнительный орган районной (в городе) организации — секретариат районного (в городе) правления (Sekretariat des Stadtbezirksvorstandes), высшее должностное лицо районной (в городе) организации — председатель районного (в городе) правления (Vorsitzender des Stadtbezirksvorstandes), ревизионный орган районной (в городе) организации — районная (в городе) ревизионная комиссия (Stadtbezirksrevisionskommission).
Местные организации
Местные организации (Ortsorganisation) или местные группы (Ortsgruppe) соответствовали городам и общинам. Могли создаваться по инициативе первичных организаций.
Высший орган местной организации — местная конференция (Ortsdelegiertenkonferenz), между местными конференциями — местное правление (Ortsvorstand), высшее должностное лицо местной группы — председатель местного правления (Vorsitzender des Ortsvorstandes).
Первичные организации
Первичные организации соответствовали предприятиям.
Высший орган первичной организации — общее собрание (Mitgliederversammlung), между общими собраниями — правление производственной группы (Betriebsgruppenvorstand), высшее должностное лицо — председатель правления производственной группы (Vorsitzender des Betriebsgruppenvorstandes).

## Президенты ОГСД
- 1947—1950: Юрген Кучинский
- 1950—1958: Фридрих Эберт (младший)
- 1958—1962: Георг Хандке
- 1963—1968: Иоганнес Дикман
- 1968—1978: Лотар Больц
- 1978—1989: Эрих Мюккенбергер
- 1989—1992: Кирилл Пех (председатель)

## Награды
- Орден Трудового Красного Знамени (29 июня 1987 года, СССР) — за большой вклад в укрепление дружбы и сотрудничества между народами Германской Демократической Республики и Советского Союза и в связи с 40-летием со дня основания[2].
- Орден Дружбы народов (8 мая 1974 года, СССР) — за большие заслуги в укреплении и развитии дружбы и сотрудничества между народами Германской Демократической Республики и Советского Союза[3].